# John Hawkins (Komponist)
John Hawkins (* 26. Juli 1944 in Montreal; † 14. Januar 2007 in Toronto) war ein kanadischer Komponist und Pianist.

## Leben und Wirken
Hawkins studierte am Conservatoire de musique du Québec Klavier bei Lubka Kolessa und bis 1970 Komposition an der McGill University bei István Anhalt. Mitte der 1960er Jahre besuchte er außerdem die Sommerkurse in Tanglewood, und 1969 nahm er an einem Dirigentenworkshop bei Pierre Boulez in Basel teil.
Als Pianist wirkte Hawkins an Konzerten der Société de musique contemporaine du Québec (SMCQ) in Montreal mit und war Gründungsmitglied der New Music Concerts in Toronto. Mit der SMCQ nahm er Jacques Hétus Cycle auf. Von 1970 bis 2006 unterrichtete Hawkins an der University of Toronto Musiktheorie und Analyse, Komposition und Orchestration. Für seine Komposition Breaking Through wurde er 1983 mit dem Jules Léger Prize für Neue Kammermusik ausgezeichnet.

## Werke
- Eight Movements für Flöte und Klarinette, 1966
- Five Pieces for Piano, 1967
- Three Cavatinas (von Walt Whitman, William Butler Yeats und William S. Burroughs) für Sopran und Kammerensemble, 1967
- Remembrances für Kammerensemble, 1969
- Two Pieces for Orchestra, 1970
- Waves für Sopran und Klavier, 1971
- Spring Song für gemischten Chor, 1974
- Études for Two Pianos, 1974
- Trio für Flöte, Cello und Xylophon, 1975
- Quintet for Winds, 1977
- Prelude and Prayer (von E. E. Cummings) für Tenor und Orchester, 1980
- Dance, Improvisation and Song für Cello und Klavier, 1981
- Breaking Through für Violine, Klavier und Schlagzeug, 1982
- Dance Variations für Perkussionsquartett, 1983
- Three Archetypes, Streichquartett, 1984
- substance-of-we-feeling für zwei Perkussionisten, 1985
- Two Popular Pieces für zwei Gitarren, 1986
- The Cicada's Song to the Sun für Sopran, Oboe und Gitarre, 1987
- Light to Dark für Sopran, Klarinette und Klavier, 1987
- The First Fable (von Timothy Findley), Kinderunterhaltung für Sopran, Tänzer, Erzähler, Oboe, Cello, Schlagzeug und Klavier, 1988